# Râul Bistrița, Jiu
Râul Bistrița sau Râul Bistrița Gorjană este un curs de apă, al nouălea afluent de stânga al râului Tismana. Se formează la confluența a două brațe: Negoiu și Groapele.

## Afluenți
Bistrița Gorjană are 18 afluenți, nouă de dreapta și nouă de stânga.

## Hărți
- Harta Munților Vâlcan  Arhivat în 15 iunie 2011, la Wayback Machine.